# ويلوبي هاميلتون
ويلوبي هاميلتون (بالإنجليزية: Willoughby Hamilton)‏ هو لاعب كرة الريشة أيرلندي، ولد في 27 أكتوبر 1907، وتوفي في 23 فبراير 1971.